# Erythrina mitis
Erythrina mitis är en ärtväxtart som beskrevs av Nikolaus Joseph von Jacquin. Erythrina mitis ingår i släktet Erythrina och familjen ärtväxter. Inga underarter finns listade i Catalogue of Life.